# Obersaxen Mundaun
Obersaxen Mundaun es una comuna suiza del cantón de los Grisones, en la región de Surselva. Surgió a partir de dos fusiones sucesivas: el 1 de enero de 2009, Flond y Surcuolm se fusionaron para dar nacimiento a Mundaun. A su vez, esta se unió el 1 de enero de 2016 con Obersaxen.